# Абашидзе Мамія Хасанович
Мамія Хасанович Абашидзе (1918, село Капрешумі Батумського округу, тепер Хелвачаурський муніципалітет, Аджарія, Грузія — 1992, місто Батумі, Аджарія, Грузія) — грузинський радянський діяч, голова колгоспу імені Тельмана Батумського району Аджарської АРСР. Депутат Верховної Ради СРСР 5-го скликання. Герой Соціалістичної Праці (26.02.1981).

## Життєпис
У 1934 році закінчив сільську середню школу в Аджарській АРСР.
У 1934—1939 роках — слюсар Батумського нафтопереробного заводу імені Сталіна Аджарської АРСР.
З 1939 року працював бригадиром колгоспу «Культура» Батумського району Аджарської АРСР.
У 1941—1946 роках — у Червоній армії, учасник німецько-радянської війни.
Член ВКП(б) з 1942 року.
У 1946—1953 роках — бригадир, голова колгоспу Батумського району Аджарської АРСР.
У 1953—1987 роках — голова колгоспу імені Тельмана села Цінсвла (Чаїсубані) Батумського (Хелвачаурського) району Аджарської АРСР.
У 1965 році заочно закінчив Сільськогосподарський інституту субтропічних культур.
З 1987 року — персональний пенсіонер союзного значення в місті Батумі. 
Помер у 1992 році в місті Батумі. 

## Нагороди і звання
- Герой Соціалістичної Праці (26.02.1981)
- три ордени Леніна (2.04.1966, 12.12.1973, 26.02.1981)
- орден Жовтневої Революції (8.04.1971)
- орден Вітчизняної війни ІІ ст. (11.93.1985)
- медалі